# Marcos Berríos
Pour les articles homonymes, voir Berrios.
Marcos Berríos, né le 15 janvier 1984 à Fort Campbell, dans le Tennessee, est un major de l'U.S. Air Force, ainsi qu'un astronaute américain sélectionné en 2021 au sein du groupe d'astronautes 23 de la NASA.

## Biographie
Marcos Berríos a grandi à Guaynabo, à Porto Rico. Alors qu'il était réserviste dans la Garde nationale aérienne, Berríos a travaillé comme ingénieur en aérospatiale pour l'U.S. Army Aviation Development Directorate à l'aéroport Moffett Federal Airfield en Californie. Il est pilote d'essai et détient un baccalauréat en génie mécanique du Massachusetts Institute of Technology et un master en génie mécanique ainsi qu'un doctorat en aéronautique et astronautique de l'université Stanford. Pilote distingué, Berríos a accumulé plus de 110 missions de combat et 1 300 heures de vol dans plus de 21 appareils différents.